# Mia Farrow

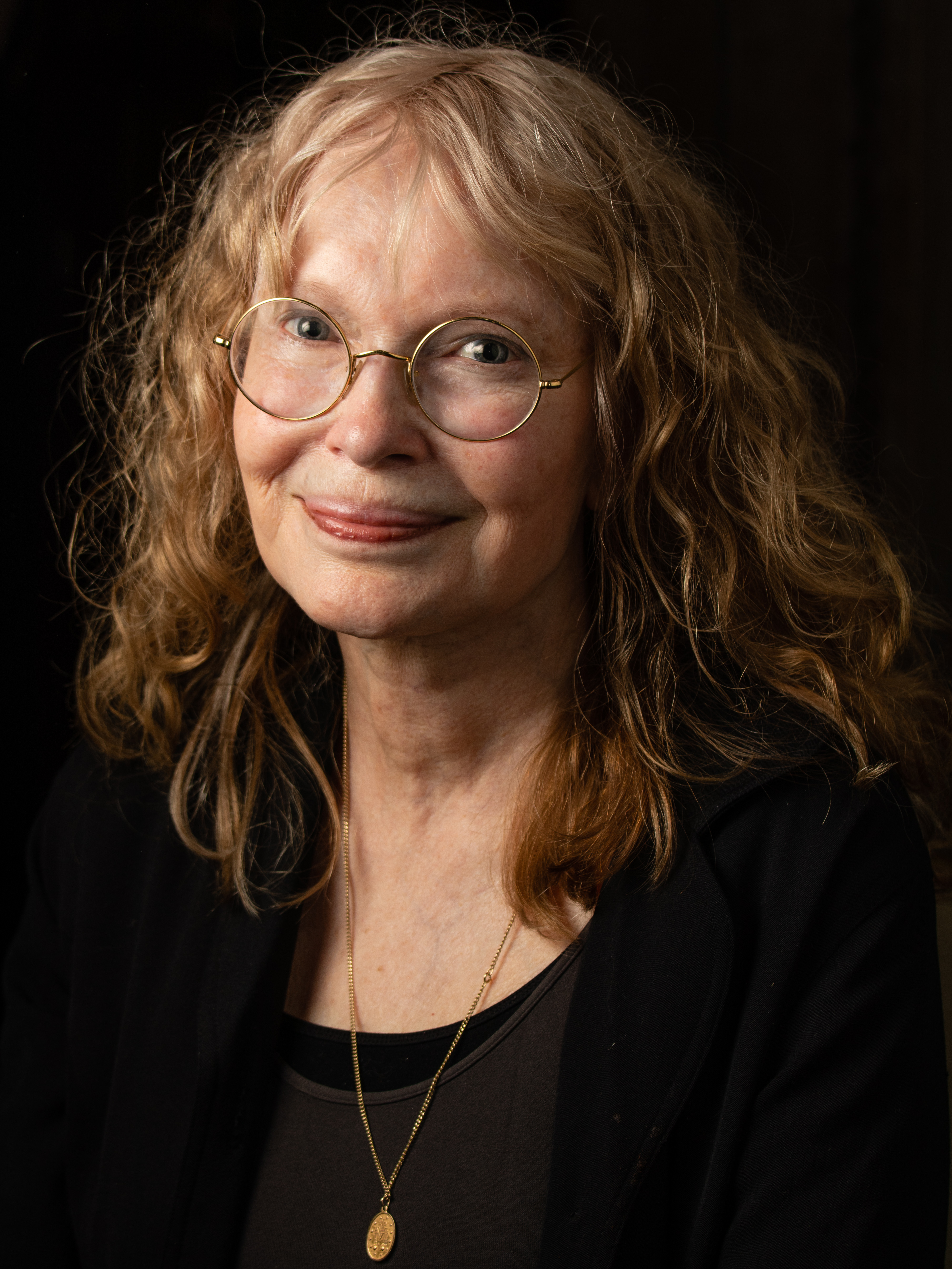
Mia Farrow bei der Pulitzer-Preis-Verleihung 2018

Mia Farrow (* 9. Februar 1945 als Maria de Lourdes Villiers Farrow in Los Angeles, Kalifornien) ist eine US-amerikanische Schauspielerin. Sie wurde durch ihre Rolle in Rosemaries Baby sowie durch Filme von und mit Woody Allen berühmt. Für ihre schauspielerischen Leistungen erhielt sie Auszeichnungen wie den Golden Globe und den David di Donatello Award sowie drei Nominierungen für den BAFTA Film Award.
Farrow engagiert sich für zahlreiche humanitäre Projekte in Afrika und ist Sonderbotschafterin für UNICEF.

## Leben und Karriere

### Frühe Jahre
Farrow ist die Tochter des australischen Schriftstellers, Schauspielers und Regisseurs John Farrow und der irischen Schauspielerin Maureen O’Sullivan. Sie wuchs mit ihren sechs Geschwistern größtenteils in Beverly Hills auf und kam schon früh mit dem Filmgeschäft in Berührung.
Im Alter von neun Jahren erkrankte Farrow an Polio. Es dauerte Monate bis zu ihrer vollständigen Genesung, und in ihren Memoiren bezeichnet die Schauspielerin diese Zeit als „das Ende meiner Kindheit“.
Im Jahr 1958 zog Farrow mit ihrer Familie für ein Filmprojekt des Vaters einige Monate nach England, wo sie mit ihrer jüngeren Schwester Prudence ein Klosterinternat in Surrey besuchte. Im selben Jahr kam Farrows ältester Bruder Michael bei einem Flugzeugabsturz ums Leben. Im Herbst 1959 zog die Familie zurück nach Beverly Hills, wo Farrow im Jahr 1962 die High School abschloss.

### Filmkarriere
Ihr Filmdebüt gab Farrow im Alter von zwölf Jahren in einer kleinen Rolle in dem Film Beherrscher der Meere (1959), bei dem ihr Vater Regie führte. Im Januar 1963 zog Farrow nach New York City, um hier Schauspielunterricht zu nehmen, und erhielt bald darauf die Rolle der Cecily in der Off-Broadway-Inszenierung von Oscar Wildes Theaterstück The Importance of Being Earnest.

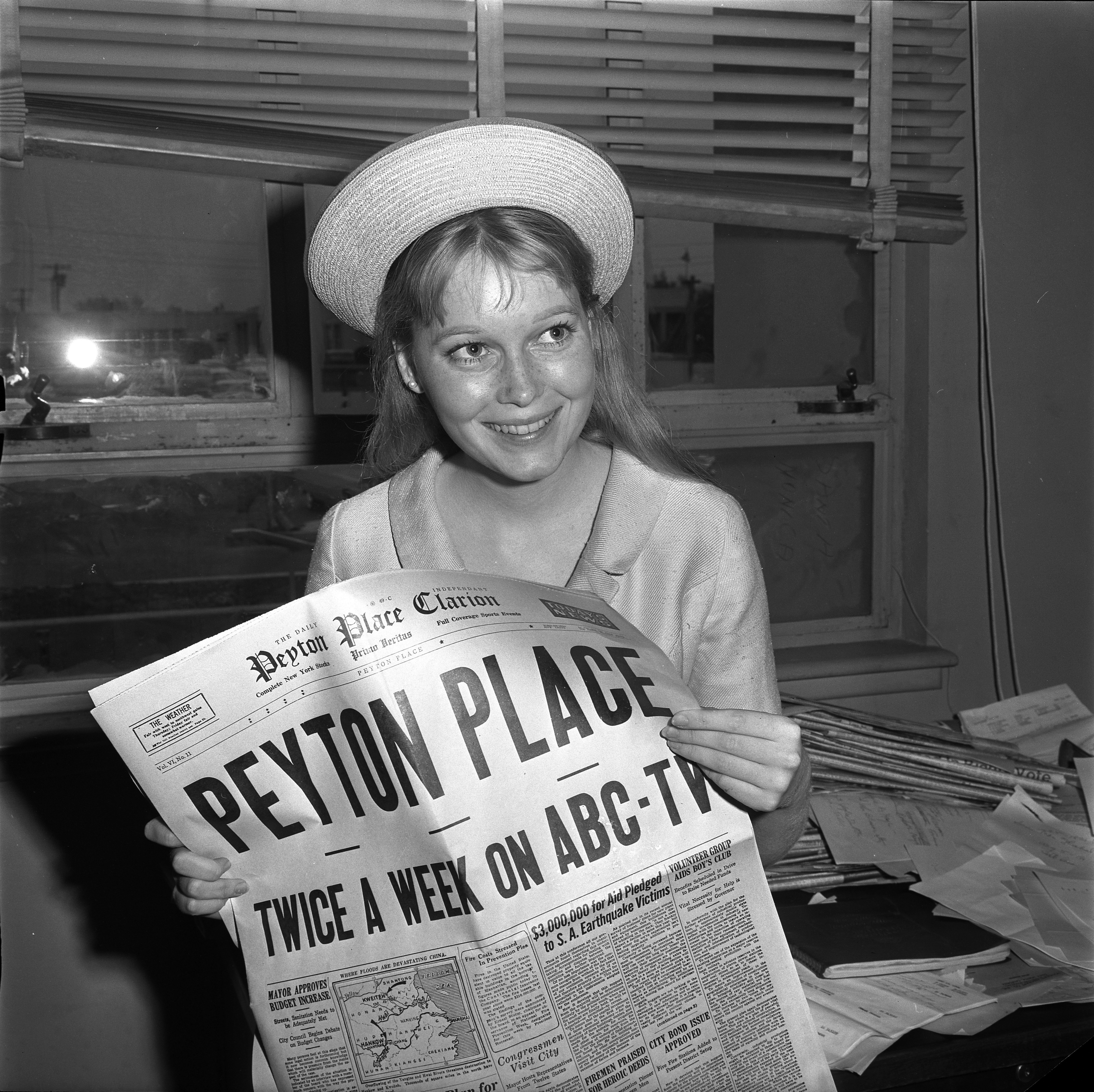
Mia Farrow (1964)

Im September 1963 drehte sie den Pilotfilm zur Fernsehserie Peyton Place und danach den Film Schüsse in Batasi (1964) mit Richard Attenborough in der Hauptrolle. Im Anschluss daran widmete sich Farrow wieder den Dreharbeiten zu Peyton Place. Die Serie wurde in den USA von einem Millionenpublikum verfolgt und Farrow zum nationalen Fernsehstar. 1965 wurde sie mit dem Golden Globe Award als beste Nachwuchsdarstellerin ausgezeichnet. Es folgten sieben weitere Nominierungen für diesen Preis. 1966 verließ Farrow die Fernsehserie.
In den Londoner Pinewood Studios drehte Farrow den Film Der Todestanz eines Killers (1968) und bekam kurze Zeit später von Paramount Pictures die Hauptrolle in Roman Polańskis Rosemaries Baby (1968) angeboten. Die Verfilmung des Bestsellers von Ira Levin wurde weltweit zum Kultfilm und verschaffte Farrow den endgültigen Durchbruch als Schauspielerin. Für die Rolle der Rosemarie Woodhouse erhielt sie noch im selben Jahr den David di Donatello Award und den Laurel Award. Außerdem wurde sie als beste Hauptdarstellerin für den Golden Globe Award und den BAFTA Film Award nominiert.
Es folgten die Filme Die Frau aus dem Nichts (1968) mit Elizabeth Taylor und Robert Mitchum sowie John und Mary (1969) an der Seite von Dustin Hoffman. In den 1970er-Jahren lebte und arbeitete Farrow überwiegend in England. Zwischen den Dreharbeiten zu Filmen wie Der große Gatsby (1974) an der Seite von Robert Redford und Eine Hochzeit (1978) unter der Regie von Robert Altman spielte sie vor allem Theater mit der Royal Shakespeare Company. 1977 reiste Farrow für die Dreharbeiten der Agatha-Christie-Verfilmung Tod auf dem Nil nach Ägypten und im Sommer 1978 nach Bora Bora, um Hurricane (1979) zu drehen. Danach kehrte sie nach New York City zurück und spielte im Theaterstück Romantic Comedy.
In der englischen Originalversion des Zeichentrickfilms Das letzte Einhorn (1982) lieh Farrow dem Einhorn bzw. der Lady Amalthea ihre Stimme.
Im Jahr 1982 drehte Farrow erstmals unter der Regie ihres damaligen Lebensgefährten Woody Allen den Film Eine Sommernachts-Sexkomödie. Das Paar drehte von 1983 bis 1992 insgesamt zwölf Filme miteinander, darunter The Purple Rose of Cairo (1985), Hannah und ihre Schwestern (1986), New Yorker Geschichten (1989), Alice (1990) sowie Ehemänner und Ehefrauen (1992).
1995 spielte Farrow an der Seite von Sarah Jessica Parker und Antonio Banderas in dem Kinofilm Miami Rhapsody, wirkte aber nach der privaten und beruflichen Trennung von Allen ansonsten überwiegend in Fernsehproduktionen mit. 2006 kehrte Farrow mit Das Omen und in Luc Bessons Arthur und die Minimoys sowie dessen Fortsetzungen 2009 und 2010 auf die Kinoleinwand zurück.

### Humanitäres Engagement

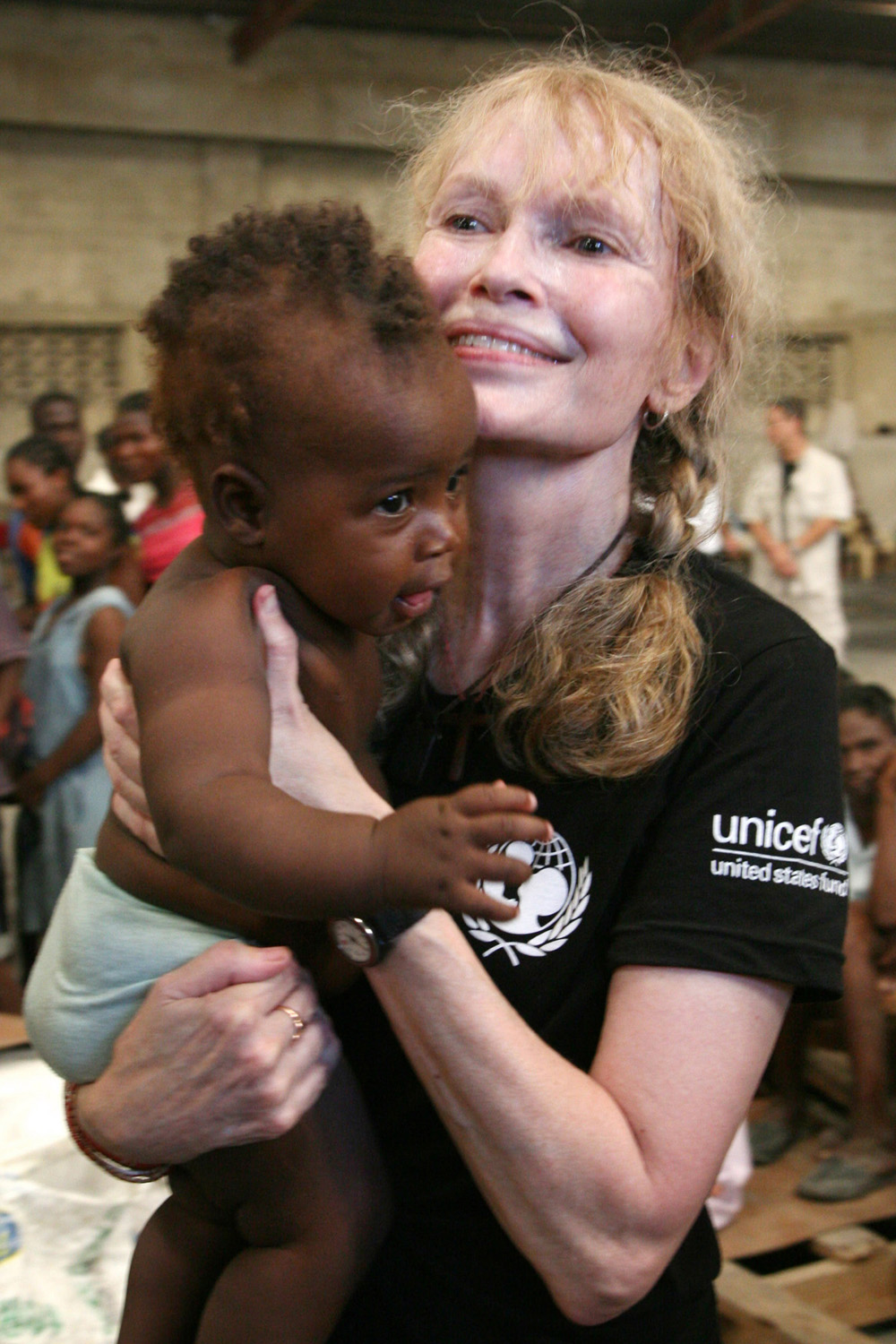
Farrow als UNICEF-Sonderbotschafterin in Afrika (2008)

Im Jahr 2000 wurde Mia Farrow zur Sonderbotschafterin für UNICEF ernannt. In dieser Funktion setzt sie sich besonders für die Ausrottung von Polio ein. 2001 reiste die Schauspielerin nach Nigeria und 2010 in den Tschad, um großangelegte Impfaktionen gegen die Krankheit zu unterstützen.
Weitere Reisen in die Krisenregion Darfur, um auf die sudanesische Flüchtlingssituation und das dortige Notleiden der Menschen aufmerksam zu machen, folgten ab 2004. Im Juni 2006 wurde sie von ihrem Sohn Ronan begleitet. Im Rahmen der Kampagne Save Darfur trat Farrow am 27. April 2009 in einen zwölftägigen Hungerstreik, den sie auf ihrer Website miafarrow.org dokumentierte.

### Privatleben
Farrow war zwei Mal verheiratet und ist Mutter von vier leiblichen und zehn adoptierten Kindern. Sie hatte ein weiteres Kind adoptiert, Sanjay aus Vietnam, ihn jedoch nach seiner Ankunft 1992 nach vier Tagen an eine andere Familie weitergegeben.
Ihre erste Ehe mit Frank Sinatra dauerte von 1966 bis 1968 und blieb kinderlos.
Im September 1970 heiratete sie den Komponisten und Dirigenten André Previn. Das Paar hat drei leibliche Söhne und adoptierte zwei Mädchen aus Vietnam sowie im Jahr 1978 die damals achtjährige Soon-Yi aus Südkorea. Farrow und Previn ließen sich 1979 scheiden.
1980 wurde Farrow die Lebensgefährtin von Woody Allen. Gemeinsam adoptierten sie zwei Kinder. 1987 kam ihr Sohn Ronan Farrow zur Welt. Bis heute ist ungeklärt, ob Allen oder Frank Sinatra Ronans leiblicher Vater ist. Die Trennung von Allen im Jahr 1992 sorgte für sehr viel Aufsehen und moralische Kontroversen in den Medien aufgrund der neuen Beziehung Woody Allens zu Farrows Adoptivtochter Soon-Yi und des darauf folgenden Sorgerechtsstreits um die drei gemeinsamen Kinder. Am 7. Juni 1993 erhielt Farrow das alleinige Sorgerecht von einem New Yorker Gericht zugesprochen.
In den 1990er-Jahren adoptierte Farrow fünf weitere Kinder.

## Filmografie
- 1959: Beherrscher der Meere (John Paul Jones)
- 1964: Schüsse in Batasi (Guns at Batasi)
- 1964–1966: Peyton Place (Fernsehserie)
- 1967: Johnny Belinda (Fernsehfilm)
- 1967: Todestanz eines Killers (A Dandy in Aspic)
- 1968: Rosemaries Baby (Rosemary’s Baby)
- 1968: Die Frau aus dem Nichts (Secret Ceremony)
- 1969: John und Mary (John and Mary)
- 1971: Stiefel, die den Tod bedeuten (Blind Terror)
- 1971: Goodbye, Raggedy Ann (Fernsehfilm)
- 1971: Ein liebenswerter Schatten (Follow Me!)
- 1972: Der Halunke (Docteur Popaul)
- 1974: Der große Gatsby (The Great Gatsby)
- 1975: Peter Pan (Fernsehfilm)
- 1976: Hallmark Hall of Fame (Fernsehserie, eine Folge)
- 1977: Julias unheimliche Wiederkehr (Full Circle)
- 1978: Eine Hochzeit (A Wedding)
- 1978: Avalanche
- 1978: Tod auf dem Nil (Death on the Nile)
- 1979: Hurricane
- 1982: Sarah (Stimme)
- 1982: Eine Sommernachts-Sexkomödie (Midsummer Night’s Sex Comedy)
- 1982: Das letzte Einhorn (The Last Unicorn, Stimme)
- 1983: Zelig
- 1984: Broadway Danny Rose
- 1984: Supergirl
- 1985: The Purple Rose of Cairo
- 1986: Hannah und ihre Schwestern (Hannah and Her Sisters)
- 1987: September
- 1987: Radio Days
- 1988: Eine andere Frau (Another Woman)
- 1989: New Yorker Geschichten (New York Stories)
- 1989: Verbrechen und andere Kleinigkeiten (Crimes and Misdemeanors)
- 1990: Alice
- 1990–1991: Long Ago and Far Away (Fernsehserie, Stimme)
- 1991: Schatten und Nebel (Shadows and Fog)
- 1992: Ehemänner und Ehefrauen (Husbands and Wives)
- 1994: Die Witwen von Widows Peak (Widows’ Peak)
- 1995: Miami Rhapsody – Heiße Nächte in Florida (Miami Rhapsody)
- 1995: Wer hat Angst vorm Weihnachtsmann? (Reckless)
- 1996: Angela Mooney
- 1997: Redux Riding Hood (Kurzfilm, Stimme)
- 1997: Private Parts
- 1998: Stille Helden (Miracle at Midnight, Fernsehfilm)
- 1999: Coming Soon
- 1999: Der Schrecken des Vergessens (Forget Me Never, Fernsehfilm)
- 2000–2003: Third Watch – Einsatz am Limit (Third Watch, Fernsehserie, vier Folgen)
- 2001: Reine Frauensache (Girls in the City, Fernsehfilm)
- 2002: Julie Lydecker (Fernsehfilm)
- 2002: Purpose
- 2002: The Secret Life of Zoey (Fernsehfilm)
- 2004: Samantha: An American Girl Holiday (Fernsehfilm)
- 2006: Das Omen (The Omen)
- 2006: Arthur und die Minimoys (Arthur et les Minimoys, Realteil und Stimme)
- 2006: Dein Ex – Mein Albtraum (The Ex (Fast Track))
- 2008: Abgedreht (Be Kind Rewind)
- 2009: Arthur und die Minimoys 2 – Die Rückkehr des bösen M (Arthur et la vengeance de Maltazard)
- 2010: Arthur und die Minimoys 3 – Die große Entscheidung (Arthur et la guerre des deux mondes)
- 2011: Dark Horse
- 2022: The Watcher (Miniserie, sieben Folgen)

## Theaterauftritte
- 1964: The Importance of Being Earnest (Madison Avenue Playhouse, New York City)
- 1973: Mary Rose (Shaw Theatre, London)
- 1974: The House of Bernarda Alba (Greenwich Theatre, London)
- 1974: Drei Schwestern (Three Sisters, Greenwich Theatre, London)
- 1975: The Marrying of Ann Leete (Aldwych Theatre, London)
- 1976: Ein Sommernachtstraum (A Midsummer Night’s Dream, Haymarket Theatre, Leicester)
- 1976: Iwanow (Ivanov, Aldwych Theatre, London)
- 1979–1980: Romantic Comedy (Ethel Barrymore Theatre, New York City)
- 1996: Getting Away With Murder (Broadhurst Theatre, New York City)
- 2003: Fran’s Bed (Long Wharf Theatre, New Haven)
- 2005: Fran’s Bed (Playwrights Horizons, New York City)

## Auszeichnungen
Golden Globe Award
- 1965: Auszeichnung als beste Nachwuchsdarstellerin
- 1966: Nominierung als beste Fernsehschauspielerin für Peyton Place
- 1969: Nominierung als beste Hauptdarstellerin in einem Drama für Rosemaries Baby
- 1970: Nominierung als beste Hauptdarstellerin in einer Komödie für John und Mary
- 1985: Nominierung als beste Hauptdarstellerin – Komödie / Musical für Broadway Danny Rose
- 1986: Nominierung als beste Hauptdarstellerin – Komödie / Musical für The Purple Rose of Cairo
- 1991: Nominierung als beste Hauptdarstellerin – Komödie / Musical für Alice
- 2000: Nominierung als beste Hauptdarstellerin in einer Miniserie oder Fernsehfilm für Forget Me Never

British Academy Film Award
- 1970: Nominierung als beste Hauptdarstellerin für John und Mary, Rosemaries Baby und Die Frau aus dem Nichts
- 1986: Nominierung als beste Hauptdarstellerin für The Purple Rose of Cairo
- 1987: Nominierung als beste Hauptdarstellerin für Hannah und ihre Schwestern

David di Donatello Award
- 1969: Auszeichnung als beste internationale Schauspielerin für Rosemaries Baby
- 1990: Nominierung als beste internationale Schauspielerin für Verbrechen und andere Kleinigkeiten

Festival Internacional de Cine de Donostia-San Sebastián
- 1972: Auszeichnung als beste Hauptdarstellerin für Ein liebenswerter Schatten

Laurel Award
- 1968: Auszeichnung als beste Nachwuchsdarstellerin und 2. Platz als beste Schauspielerin in einem Drama für Rosemaries Baby

Goldene Himbeere
- 1983: Nominierung als Schlechteste Schauspielerin für Eine Sommernachts-Sexkomödie

National Board of Review Award
- 1990: Auszeichnung als beste Hauptdarstellerin für Alice

Satellite Award
- 1999: Nominierung als beste Hauptdarstellerin in einem Fernsehfilm für Stille Helden

## Trivia
Kurz nach ihrer Scheidung von Sinatra reiste Farrow 1968 mit ihrer Schwester Prudence in ein Aschram im indischen Rishikesh, um an einem mehrwöchigen Meditationskurs teilzunehmen. Zur selben Zeit lebten auch die Beatles in dem Ashram, und John Lennon schrieb für Farrows Schwester den Song Dear Prudence, der 1968 auf dem Album The Beatles veröffentlicht wurde. Von Farrow selbst handelt das Lied Beware of Young Girls (1970) der US-amerikanischen Sängerin, Songschreiberin und Dichterin Dory Previn, die den Song nach ihrer Scheidung von André Previn im Jahr 1970 über dessen neue Ehefrau schrieb.
Im August 2010 sagte Mia Farrow vor dem Sondergerichtshof für Sierra Leone in Den Haag gegen den ehemaligen liberianischen Präsidenten und mutmaßlichen Kriegsverbrecher Charles Taylor aus.